# Querência do Norte
Querência do Norte ist ein brasilianisches Munizip im Bundesstaat Paraná. Es hat 10.685 Einwohner (2022), die sich Querencianer nennen. Seine Fläche beträgt 915 km². Es liegt 338 Meter über dem Meeresspiegel.

## Etymologie
Der Ortsname Querência ist ein Slangbegriff (Gíria) aus Rio Grande do Sul und bedeutet so viel wie geliebter Ort, an dem man gerne leben möchte. Er wurde von den ersten Siedlern gewählt, die meist aus Rio Grande do Sul stammten.

## Geschichte
Die Besiedlung begann in den 1950er Jahren mit der Parzellierung großer Flächen durch die Companhia Colonizadora Brasil-Paraná Loteamentos S.A. Im Jahr 1953 kamen die ersten Siedler aus Rio Grande do Sul und Santa Catarina. Das Munizip Querência do Norte wurde per Staatsgesetz Nr. 253 vom 26. November 1954 geschaffen und am 5. Dezember 1955 offiziell gegründet, nachdem es aus Paranavaí ausgegliedert worden war.

## Geografie

### Fläche und Lage
Querência do Norte hat eine Fläche von 915 km². Es befindet sich auf dem Breitengrad 23° 5′ 2″ Süd und dem Längengrad 53° 29′ 2″ West. Es liegt auf einer Höhe von 338 Metern.

### Klima
In Querência do Norte herrscht tropisches Klima. Die meiste Zeit im Jahr ist mit deutlichem Niederschlag zu rechnen. Selbst der trockenste Monat weist noch hohe Niederschlagsmengen auf. Die Klimaklassifikation nach Köppen und Geiger lautet Af. Es herrscht im Jahresdurchschnitt eine Temperatur von 23,5 °C. Innerhalb eines Jahres gibt es 1479 mm Niederschlag.

### Gewässer
Der Paraná bildet die westliche Grenze des Munizips zum Munizip Naviraí im Bundesstaat Mato Grosso do Sul.
Der Ivaí mündet an der südlichen Grenze zum Munizip Icaraíma in den Paraná.

### Straßen
Querência do Norte ist über die PR-218 mit Loanda verbunden.

### Nachbarmunizipien
|         |                                             | Porto Rico                  |
| Naviraí | Kompassrose, die auf Nachbargemeinden zeigt | Santa Cruz de Monte Castelo |
|         | Icaraíma                                    |                             |

## Wirtschaft

### Landwirtschaft
Die wesentliche Einnahmequelle ist die Landwirtschaft. Querência do Norte ist einer der wichtigsten Erzeuger von bewässertem Reis im Bundesstaat Paraná.

### Fremdenverkehr
Querência do Norte ist als Hauptstadt des bewässerten Reisanbaus bekannt und zeichnet sich durch die angewandte Technologie aus. Die Gemeinde präsentiert dieses Markenzeichen während der alljährlichen Festa do Arroz, die zu einem der touristischen Angebote der Gemeinde entwickelt. Eine andere der touristischen Möglichkeiten in der Gemeinde ist das Angeln an den Ufern des Paraná.

## Stadtverwaltung
Bürgermeister: Alex Sandro Fernandes (2021–2024). Als seitheriger Vice-Prefeito übernahm er das Amt am 17. Mai 2021, nachdem die Bürgermeisterin Rozinei Aparecida Raggiotto Oliveira am 30. April 2021 an COVID-19 gestorben war.

## Demografie

### Bevölkerungsentwicklung
Quelle: IBGE (2011)
| Jahr | Einwohner | Stadt | Land   |
| 1960 | 7.517     | 1.423 | 6.094  |
| 1970 | 14.232    | 2.319 | 11.913 |
| 1980 | 9.070     | 5.567 | 3.503  |
| 1991 | 10.384    | 6.820 | 3.564  |
| 2000 | 11.438    | 7.007 | 4.431  |
| 2010 | 11.729    | 7.622 | 4.107  |
| 2022 | 10.685    |       | -      |

Quelle: IBGE, bis 2010: Volkszählungen und Volkszählung 2022

### Ethnische Zusammensetzung
Ethnische Gruppen nach der statistischen Einteilung des IBGE (Stand: 1991, 2000 und 2010)
| Gruppe*        | 1991   | 2000   | 2010   | |
| Branca         | 4.017  | 5.914  | 5.871  | wer sich als "weiß" erklärt                                                                                 |
| Preta          | 280    | 404    | 763    | wer sich als "schwarz" erklärt                                                                              |
| Amarela        | 2      | 31     | 55     | fernöstliche Herkunft wie japanisch, chinesisch, koreanisch etc.                                            |
| Parda          | 6.085  | 5.042  | 5.010  | wer sich als "braun" erklärt oder sich mit einer Mischung von zwei oder mehr der fünf Gruppen identifiziert |
| Indígena       | -      | 16     | 30     | wer sich als "Ureinwohner" oder "Indio" erklärt                                                             |
| Sem declaração | -      | 31     | -      | |
| Gesamt         | 10.384 | 11.438 | 11.729 | |

*) Das IBGE verwendet für Volkszählungen seit 1991 ausschließlich diese fünf Gruppen. Die Gruppenzugehörigkeit wird bei der Befragung vom Einwohner selbst festgelegt. Das IBGE verzichtet bewusst auf Erläuterungen.